# Almorox
Almorox – gmina w Hiszpanii, w prowincji Toledo, w Kastylii-La Mancha, o powierzchni 64,77 km². W 2011 roku gmina liczyła 2444 mieszkańców.